# سیارک ۸۱۰۴
سیارک ۸۱۰۴ (به انگلیسی: 8104 Kumamori، نامگذاری:1994BW4) هشت هزار و صد و چهارمین سیارک کشف شده‌است که در ۱۹ ژانویه ۱۹۹۴ کشف شد.
قدر مطلق سیارک برابر ۴۴.۶ است.